# 4048 Samwestfall
4048 Samwestfall је астероид главног астероидног појаса са средњом удаљеношћу од Сунца која износи 2,235 астрономских јединица (АЈ).
Апсолутна магнитуда астероида је 14,4.